# 吳厝 (雲林縣)
吳厝，是臺灣雲林縣西螺鎮的一個傳統地域名稱，位於該鎮西部偏南。相較於今日行政區，其範圍大致包括吳厝里全境、七座里西南部、九隆里不含東南端及西北端，二崙鄉的田尾村東端及東南端，以及虎尾鎮的墾地里東北端、興中里西北端。

## 歷史
台灣清治末期至日治初期，吳厝地區為一街庄，稱為「吳厝庄」，隸屬於西螺堡。該庄北與下湳庄為鄰，東與三塊厝庄為鄰，南邊為廉使庄、北溪厝庄，西邊及西北邊為田尾庄。
1901年（日治明治三十四年）11月，全台廢縣廳改設二十廳，該庄隸屬於斗六廳。1903年（明治三十六年）6月，該庄編入「新社區」，隸屬於斗六廳。1909年（明治四十二年）10月，合併二十廳為十二廳，新社區改隸屬於嘉義廳。1920年（大正九年），全台地方制度大改正，廢十二廳改設五州二廳，該庄改制為「吳厝」大字，隸屬於臺南州虎尾郡西螺街。
戰後西螺街改制為西螺鎮，隸屬於臺南縣，大字亦改制為里。1950年10月，雲、嘉、南分治，西螺鎮改隸屬雲林縣。

## 聚落
本地區發展較早的聚落有九塊厝（九隆）、大和藔（太和寮）、吳厝等，在日治期初期的官方地圖上已有記載。此外，本地區尚有新厝聚落。

## 交通
縣道145號是埤頭鄉至六腳鄉港尾寮的道路，大致以東北微北—西南微南走向到達吳厝地區北部東側凸出部分的西北角後，沿該部分西側邊界而行，其後因邊界線向西北移而入境，於九塊厝聚落轉西南，至本地區西南部吳厝聚落東側經縣道156號左側路口後進入聚落蜿蜒而行並與其共線約300公尺，經縣道156號右側路口轉南微西獨行，出聚落後過新虎尾溪中正橋繞彎道轉東南以至於本地區南部邊界偏西側出境。由該道路向東北微北轉北北東可前往西螺市區、埤頭並止於縣道150號路口；向東南經縣道145乙線起點路口後轉東微北再繞大彎轉東南西可前往虎尾、土庫、元長東南部、北港、六腳港尾寮等地。
縣道145乙線主要路段又稱「斗六聯絡道」，是虎尾至莿桐鄉大美（下大埔尾）的道路，其西側端點（起點）位於本地區南部邊界中央偏西處外緣的縣道145號路口。由此向東南至學府路路口轉東，經縣道145號路口後可前往廉使東北部、埒內北部、過溪子北部、國道1號虎尾交流道、惠來厝、大埔尾並止於省道台1丁線路口。
縣道156號是麥寮鄉至莿桐鄉饒平的道路，也是雲林縣主要的橫貫道路之一，大致以西北—東南走向由本地區西部南側凸出部分的北側邊界入境後，至吳厝聚落南側的縣道145號路口轉東北與其共線約300公尺並蜿蜒而行，至聚落東側路口轉東微北獨行後出聚落，經太和寮聚落轉東北再轉東南東以至於本地區東部邊界中央處出境。由該道路向西北轉西可前往二崙南部、崙背、麥寮等地；向東南東可前往莿桐、莿桐與樹子腳交界地帶、樹子腳與番子交界地帶並止於縣道154號路口。
鄉道雲32線是湳仔至下湳的道路，其東側端點（終點）位於本地區西北部邊界北側的縣道145號路口。由此向西北經下湳轉西南可前往田尾地區的湳仔聚落並止於縣道156號路口。
鄉道雲33線是二崙至吳厝的道路，其南側端點（終點）位於本地區西南部吳厝聚落西南側的縣道156號路口。由此向北蜿蜒而行，轉北北西出聚落並出境後，經高鐵高架橋下可前往田尾、二崙並止於鄉道雲18線路口。
鄉道雲34線是頂莊至太和寮的道路，其東側端點（終點）位於本地區中部太和寮聚落東側的縣道156號路口。由此向北北西行，至九塊厝聚落轉北，經鄉道雲40線起點路口後續行，至聚落北側的縣道145號路口轉東北微北與其共線約300公尺，其中最後110公尺為本地區西部邊界，至路口轉西北西出境，可前往下湳下端、田尾地區的頂庄聚落並止於鄉道雲33線路口。
鄉道雲40線（九隆路）是九隆（九塊厝）至三塊厝的道路，其西側端點（起點）位於本地區西北部九塊厝聚落的鄉道雲34線路口。由此向東微北出聚落後直行，至本地區東部邊界中央偏北處的七座聚落南側經鄉道雲41線左側路口與其共線並出境，約50公尺後獨行，出聚落後可前往三塊厝並止於鄉道雲71線路口。
鄉道雲41線是文和至七座的道路，其南側端點（終點）位於本地區東部邊界中央略偏南處的縣道156號路口（三塊厝地區七座聚落南郊）。由此向北大致沿邊界地帶而行，其後因邊界線西移而出境，至七座聚落經鄉道雲40線路口轉西微南與其共線約50公尺，至路口轉北北東獨行，其後轉西微北再轉北，出聚落後轉北北西以可前往三塊厝地區西北端、頂湳地區西部的魚寮聚落並止於縣道145號路口。
鄉道雲90線是新莊仔至吳厝的道路，其東側端點（終點）位於本地區西南部的縣道145號轉角路口（吳厝聚落南郊）。由此向南南西出境後續直行，至學府二路路口轉西北西，經高鐵高架橋下後可前往北溪厝與田尾交界地帶、北溪厝西北端、大屯子北端、新庄子並止於鄉道雲101線路口。

## 學校
- 吳厝國小 （页面存档备份，存于）